# Theresa (condado de Dodge, Wisconsin)
Theresa es un pueblo ubicado en el condado de Dodge en el estado estadounidense de Wisconsin. En el Censo de 2010 tenía una población de 1075 habitantes y una densidad poblacional de 11,67 personas por km².

## Geografía
Theresa se encuentra ubicado en las coordenadas 43°30′6″N 88°27′29″O / 43.50167, -88.45806. Según la Oficina del Censo de los Estados Unidos, Theresa tiene una superficie total de 92.12 km², de la cual 90.76 km² corresponden a tierra firme y (1.48%) 1.36 km² es agua.

## Demografía
Según el censo de 2010, había 1075 personas residiendo en Theresa. La densidad de población era de 11,67 hab./km². De los 1075 habitantes, Theresa estaba compuesto por el 98.42% blancos, el 0.37% eran afroamericanos, el 0.28% eran amerindios, el 0.56% eran asiáticos, el 0% eran isleños del Pacífico, el 0.19% eran de otras razas y el 0.19% pertenecían a dos o más razas. Del total de la población el 0.74% eran hispanos o latinos de cualquier raza.